# آ لاراچا
آ لاراچا (به اسپانیایی: A Laracha) یک شهرستان در اسپانیا با جمعیت ۱۱٬۰۷۹ نفر است که در استان لاکرونیا واقع شده‌است.